# Balde de la Punta
Balde de la Punta es una localidad del departamento Capayán, en la provincia de Catamarca, Argentina.

## Población
Según datos del del censo de 2 010, realizado por el Instituto Nacional de Estadística y Censo (Indec), la comuna cuenta con 116 habitantes, lo que representa un leve cambio frente a los 118 habitantes del censo 2 001.
| Gráfica de evolución demográfica de Balde de la Punta entre 1991 y 2010 |
|                                                                         |
| Fuente: Censos nacionales del INDEC                                     |

## Sismicidad
La sismicidad en la región de Catamarca es frecuente y generalmente de intensidad baja, aunque se registran períodos de silencio sísmico de terremotos de magnitudes medias a graves, que ocurren aproximadamente cada 30 años en áreas aleatorias.
Las últimas expresiones sísmicas en la región ocurrieron en las siguientes fechas:
- 21 de octubre de 1 966, a las 12:39 UTC-3, con una magnitud de 5,0 en la escala de Richter.
- 3 de noviembre de 1 973, a las 14:17 UTC-3, con una magnitud de 5,8 en la escala de Richter.
- 7 de septiembre de 2 004, a las 8:53 UTC-3, con una magnitud de aproximadamente 6,5 en la escala de Richter, conocido como el terremoto de Catamarca de 2 004.[1]